# مریم زارع
مریم زارع (زادۀ ۳۱ تیر ۱۳۶۲) بازیگر، فیلمساز و نویسنده ایرانی-آلمانی است. او فرزند نرگس اسکندری است و در زندان اوین، تهران متولد شد. او در ۲ سالگی، به آلمان مهاجرت کرد. و تحصیلات بازیگری خود را در سال ۲۰۰۸ در پوتسدام، مرکز ایالت براندنبورگ آلمان، در دانشگاه دولتی فیلم و تلویزیون «کنراد وولف» در استودیوی فیلم‌سازی بابلزبرگ به اتمام رساند. او در طول تحصیلات در تولیدات فیلم و تلویزیون متعددی شرکت کرد.
زارع در سال ۱۳۸۸ در فیلم شهاده ساخته برهان قربانی، کارگردان آلمانی-افغان، بازی کرد. چهره و نام زارع با ایفای نقش مریم در این فیلم در سینمای آلمان مطرح شد. این فیلم در جشنواره بین‌المللی فیلم برلین در سال ۲۰۱۰ به نمایش درآمد و در آلمان و در جشنواره‌های مختلف بین‌المللی جایزه گرفت.. شهاده روایت‌گر زندگی سه جوان مسلمان در آلمان است. این فیلم با تأکید بر اینکه شهروندان و مهاجران مسلمان در اروپا را نباید با مذهبشان قضاوت کرد در محافل سینمایی آلمان خوش درخشید. مریم دختری است که در آلمان زندگی می‌کند و با وجود این‌که معتقد به اسلام نیست با احساس گناهِ بعد از سقط جنین تصور می‌کند که تاوان معصیت‌هایش را پس می‌دهد. از او به دلیل بازی در نقش مریم چندین بار تقدیر شده‌است. زارع در جشنواره فیلم مونترری مکزیک جایزه بهترین اجرا را دریافت کرد و از عملکرد بازیگری او در سی و یکمین جشنواره بین‌المللی فیلم فلاندرز در گنت تقدیر شد.
او در فیلم‌های سینمایی همچون سوزانده‌شده و با من ازدواج کن بازی کرده‌است. زارع در سال ۲۰۱۲ در نقش دوگانه‌ای در فیلم من او نیستم بازی کرد. این فیلم، که ساخته تایفون پیرسلیم اوغلو است، تولید مشترک کشورهای ترکیه، فرانسه و یونان است. این فیلم در جشنواره فیلم رم جایزه بهترین فیلمنامه را دریافت کرد و در جشنواره بین‌المللی فیلم استانبول در بخش بهترین فیلم ترکی موفق به کسب جایزه شد.
زارع در سال‌های اخیر بیشتر در فیلم‌های اروپایی ظاهر می‌شود. برای نمونه او در سریال بلوک ۴ نقش خلیلا را بازی می‌کند، که یکی از نقش‌های اصلی زن است. زارع همچنین بر صحنه‌های تئاتر در شهرهای هانوفر و برلین هم در چند نمایش بازی کرده‌است. زارع همچنین به عنوان نویسنده و کارگردان فعالیت می‌کند. او در سال ۲۰۱۷ با نوشتن نمایشنامه‌ای با عنوان احساسات هوشمندانه (Kluge Gefühle) برنده جایزه تئاتر هایدلبرگ شد. آندره گتو این نمایشنامه را در سال ۲۰۱۹ برای نسخه رادیویی ویرایش کرد.
زارع در سال ۲۰۱۹ مستند متولد اوین را کارگردانی کرد. این فیلم نخستین کارگردانی زارع به‌شمار می‌رود و در آن تلاش می‌کند به پرسشهایش دربارهٔ زندانی شدن مادرش، تولد خودش در زندان اوین و مهاجرت خانواده پاسخ دهد. تهیه این اثر مستند، که به زبان‌های آلمانی، فرانسوی و فارسی کار شده، ۴ سال به طول انجامیده‌است. این فیلم تلاشی است برای بیان تجربیات و تأثیرات زندان بر فرزندان زندانیان سیاسی و شکستن سکوت خانواده‌هایی که فرزندانشان در زندان متولد شده‌اند.

## فیلم‌شناسی
| عنوان                             | سال         | سمت               | توضیحات         |
| --------------------------------- | ----------- | ----------------- | --------------- |
| سانی هیل                          | ۲۰۰۶        | بازیگر            |                 |
| وکیل                              | ۲۰۰۶        | بازیگر            | سریال تلویزیونی |
| پرندگان بدون پا                   | ۲۰۰۶        | بازیگر            |                 |
| پرنده من سریع‌تر پرواز می‌کند       | ۲۰۰۷        | بازیگر            |                 |
| دکتر مولی و کارل                  | ۲۰۰۸        | بازیگر            | سریال تلویزیونی |
| فرشته به دنبال عشق است            | ۲۰۰۸        | بازیگر            | سریال تلویزیونی |
| تا حد مجاز                        | ۲۰۰۹        | بازیگر            | سریال تلویزیونی |
| اضطراری هافنکانته                 | ۲۰۰۹        | بازیگر            | سریال تلویزیونی |
| شهاده                             | ۲۰۰۹        | بازیگر            |                 |
| صحنه جنایت - مرگ غیرقانونی        | ۲۰۱۰        | بازیگر            | سریال تلویزیونی |
| سوخته                             | ۲۰۱۱        | بازیگر            |                 |
| برادران                           | ۲۰۱۲        | بازیگر            | فیلم کوتاه      |
| راننده شبح                        | ۲۰۱۲        | بازیگر            | سریال تلویزیونی |
| مرگ یک پلیس                       | ۲۰۱۲        | بازیگر            | سریال تلویزیونی |
| Longs Laden                       | ۲۰۱۳        | بازیگر            | فیلم بلند       |
| من او نیستم                       | ۲۰۱۳        | بازیگر            | فیلم بلند       |
| در میان دشمنان                    | ۲۰۱۳        | بازیگر            | سریال تلویزیونی |
| به حبیب خوش آمدید                 | ۲۰۱۳        | بازیگر            |                 |
| به ایسلند خوش آمدید               | ۲۰۱۴        | بازیگر            |                 |
| صحنه جنایت                        | از سال ۲۰۱۵ | بازیگر            |                 |
| قاطر                              | ۲۰۱۵        | بازیگر            |                 |
| فاسد                              | ۲۰۱۵        | بازیگر            |                 |
| با من ازدواج کن - اما لطفاً در هند | ۲۰۱۵        | بازیگر            |                 |
| زمینه تاریک                       | ۲۰۱۶        | بازیگر            |                 |
| Amour Fou                         | ۲۰۱۷        | بازیگر            |                 |
| نام تو هاربینگر است               | ۲۰۱۷        | بازیگر            |                 |
| صحنه جنایت: کشور در این زمان      | ۲۰۱۷        | بازیگر            |                 |
| تماس با پلیس ۱۱۰: صحنه جنایت      | ۲۰۱۷        | بازیگر            |                 |
| حیواناتی از شهر بزرگ              | ۲۰۱۸        | بازیگر            |                 |
| ترانزیت                           | ۲۰۱۸        | بازیگر            |                 |
| راه خوب                           | ۲۰۱۹        | بازیگر            |                 |
| متولد اوین                        | ۲۰۱۹        | کارگردان و بازیگر | مستند           |
| سیستم پردازنده                    | ۲۰۱۹        | بازیگر            |                 |
| له کردن                           | ۲۰۲۰        | بازیگر            |                 |
| هیچ مشکلی نیست                    | ۲۰۲۰        | بازیگر            |                 |

## تئاتر
- ۲۰۰۸: عشق طوفانی در یک بیت باکس، شووسپیلهاوس هانوفر (کارگردان: ولکر اشمیت)
- ۲۰۰۹: ریچی ۳، شوئسپیلهاوز هانوفر (کارگردان: ولکر اشمیت)
- ۲۰۰۹: Wild Hearts, Fuel 09 Theatertage Basel (کارگردان: مایکل کوچ)
- ۲۰۱۱: روز قبل از روز گذشته، Schaubühne am Lehniner Platz
- ۲۰۱۲: ببخشید، Ballhaus Naunynstraße
- ۲۰۱۶: انکار، تئاتر ماکسیم گورکی، برلین، (کارگردان: یائل رونن)

## جوایز نامزدی‌ها
- تقدیرشده برای بازی در فیلم شهاده در سی و هفتمین جشنواره بین‌المللی فیلم گنت.
- بهترین بازیگر زن در ششمین جشنواره بین‌المللی فیلم مونتری.[۵]
- برنده جایزه نویسنده هایدلبرگ برای نمایشنامه احساسات هوشمندانه
- جایزه گریمه سال ۲۰۱۸ برای سریال تلویزیونی بلوک ۴